# Neoseiulus leucophaeus
Neoseiulus leucophaeus är en spindeldjursart som först beskrevs av Athias-Henriot 1959.  Neoseiulus leucophaeus ingår i släktet Neoseiulus och familjen Phytoseiidae. Inga underarter finns listade i Catalogue of Life.